# Emílio do Lago

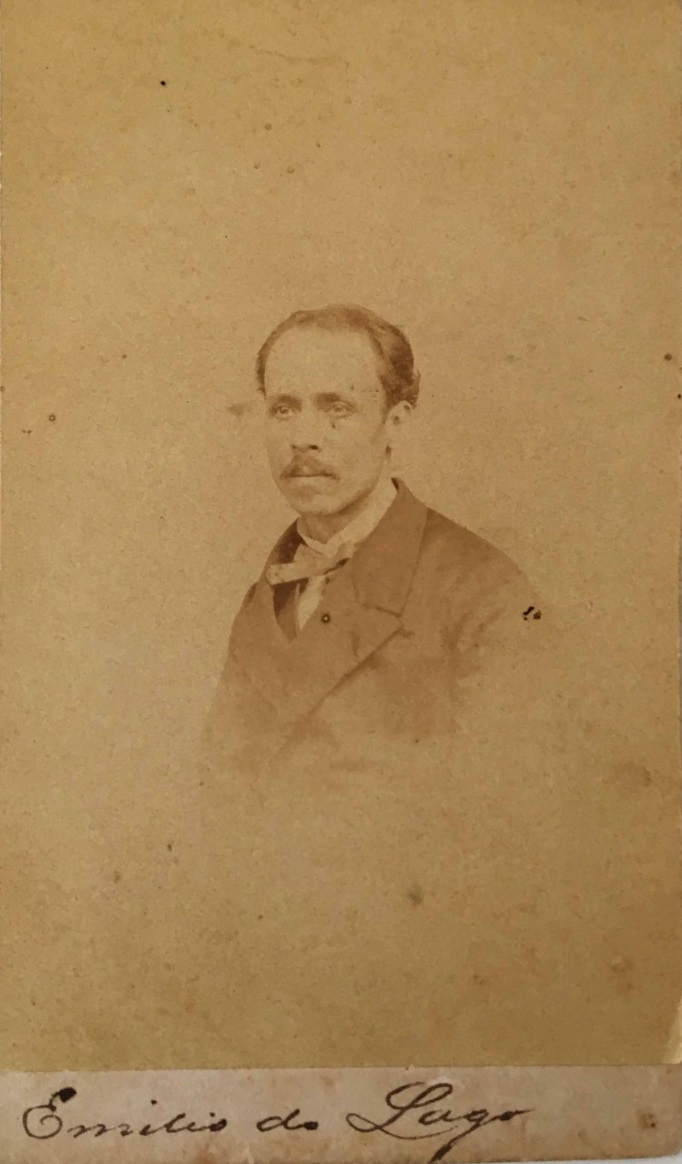
Emilio do Lago

Emílio do Lago, ou Emílio Euthiquiano Corrêa do Lago (1837, Franca, SP - 07 de janeiro de 1871, São Paulo, SP), foi um compositor, pianista, regente e professor de música. 

## Biografia
Emílio do Lago era filho de Manoel Francisco Corrêa do Lago e Maria Carolina do Lago. Nascido numa família de músicos, Emílio iniciou os estudos muito cedo, em casa. Ainda jovem, foi para Campinas, onde conheceu Carlos Gomes, já conhecido na época, e de quem ficou amigo. Segundo o Dicionário Cravo Albin da Música Popular Brasileira, Emílio do Lago foi para São Paulo aos 23 anos, em 1860, fixando residência na capital, onde trabalhou como professor de piano e teve seu nome reconhecido. Foi casado com a também pianista, Rafaela de Souza Lago e, juntos, tiveram Emílio Mário Corrêa do Lago.

## Amizade com Carlos Gomes
Consta que Carlos Gomes dedicou a modinha "Quem Sabe" a Emílio quando, em segredo o teria feito à sua irmã, por quem Carlos Gomes nutria uma paixão secreta.

## Último adeus de amor
Emílio do Lago fez algumas composições importantes para a história da Música Popular Brasileira. Dentre elas, a modinha "Último Adeus de Amor", com possível parceria com J. A.Barros Jr, com data ainda incerta de 1862.